# 半山街道
半山街道，是中华人民共和国浙江省杭州市拱墅区所辖街道。

## 辖区
半山街道现辖：
田园社区、杭钢北苑社区、杭钢南苑社区、杭钢西苑社区、杭玻阔板桥社区、沈家桥社区、半山社区、金星社区和石塘社区。

## 考古
战国水晶杯，1990年出土於半山街道石塘村的戰國墓地，現藏杭州市文物考古研究所。是中華人民共和國國家一級文物，2002年列入禁止出國（境）展覽的文物名單。

## 习俗
- 半山立夏